# Madonnen-Lilie
Die Madonnen-Lilie, Madonnenlilie oder Weiße Lilie (Lilium candidum) ist eine Art der Gattung der Lilien (Lilium) in der nach ihr benannten Candidum-Sektion und gehört zur Familie der Liliengewächse (Liliaceae).

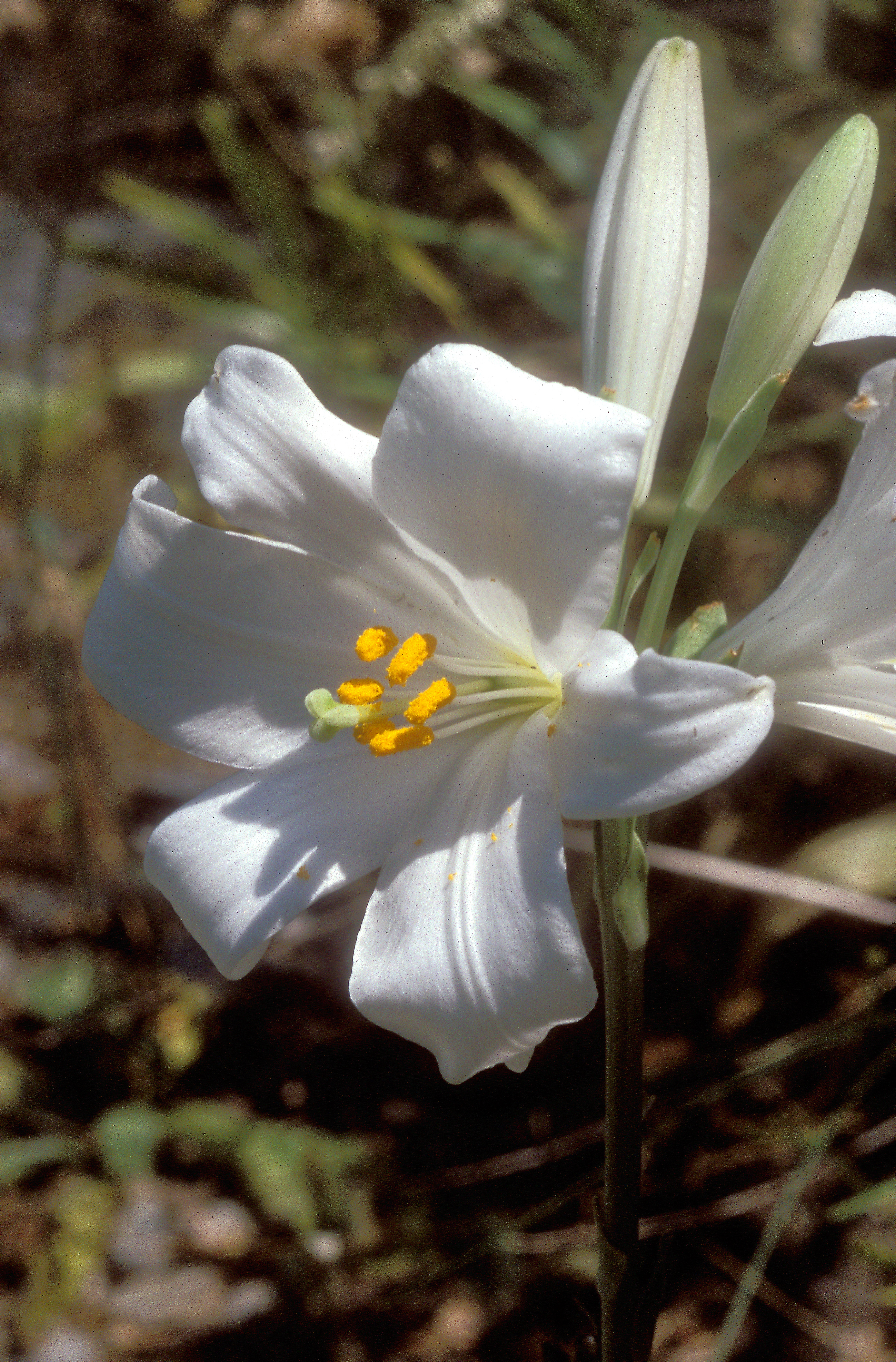
Blüte der Madonnenlilie

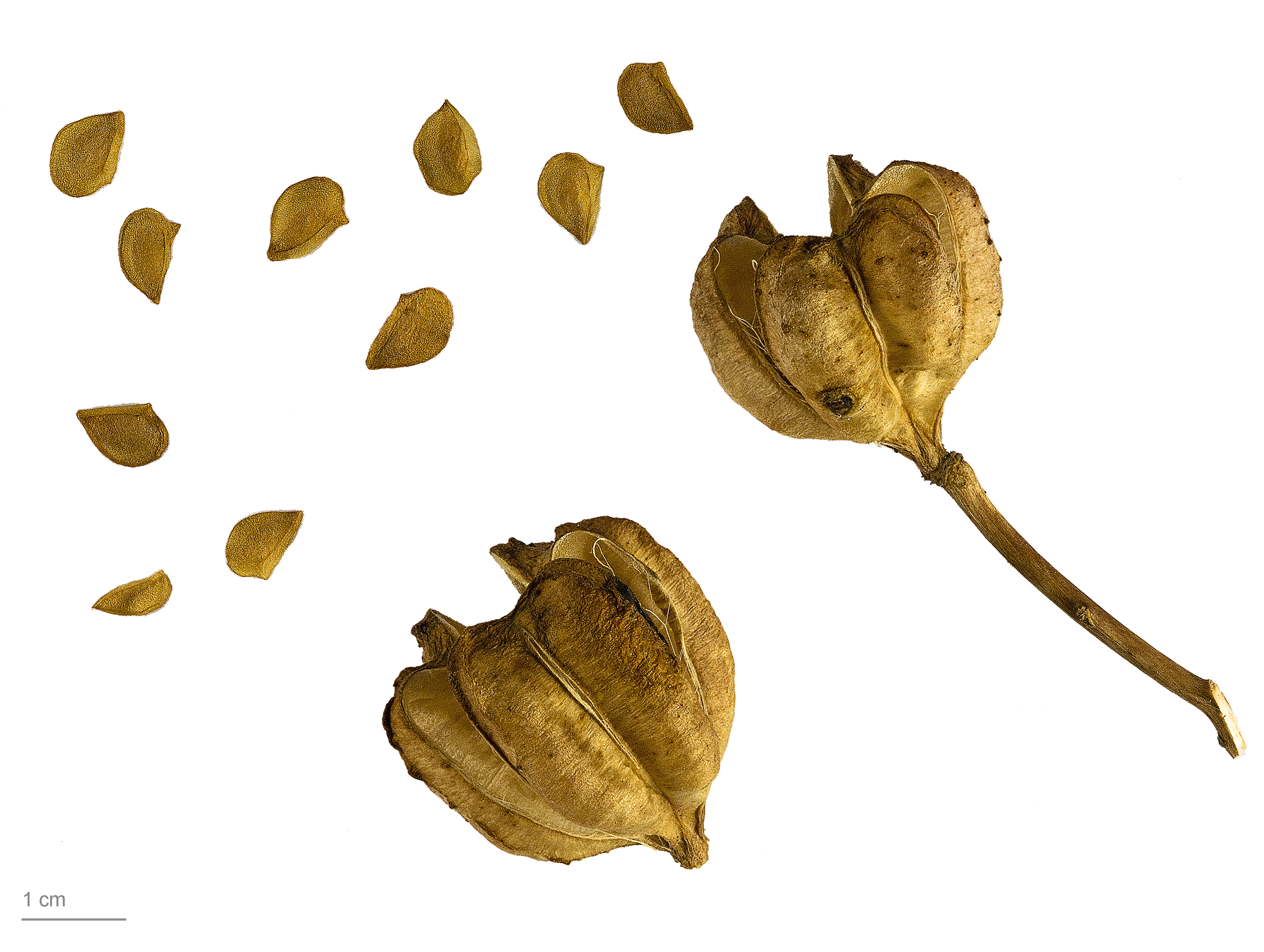
Früchte und Samen der Madonnen-Lilie

## Beschreibung
Madonnen-Lilien sind ausdauernde, krautige Pflanzen, die Wuchsgrößen zwischen 50 und 130 Zentimetern erreichen. Die anders als bei anderen Lilien unmittelbar unter der Erdoberfläche sitzende Zwiebel ist breit oval, weiß und hat einen Durchmesser von bis zu 9 Zentimetern, die Schuppen sind zahlreich und breit-eiförmig. Der starke, glatte Stängel ist violett überhaucht, zum Ende hin grüner und am Ansatz 14 Millimeter dick. Die spiralförmig angeordneten, zahlreichen Blätter sind glänzend und unbehaart, lanzettlich, bis zu 8 Zentimeter lang und nach oben hin eiförmig und kürzer werdend. Im Herbst bilden die Pflanzen zur Überwinterung eine bodenständige Rosette aus bis zu 22 Zentimeter lang werdenden, breit-lanzettlichen Laubblättern und gleichzeitig neue Wurzeln aus.
Der Blütenstand ist eine Traube aus zwei bis zwölf, selten bis zu zwanzig starkduftenden, trichter- bis schalenförmigen Blüten, die Blütenröhre ist kurz und verbreitert, die grünen Blütenstiele sind um die 40 Millimeter lang. Die Blütenhüllblätter sind linear umgekehrt-lanzettlich, im oberen Drittel stark zurückgebogen, 55 bis 65, selten bis 80 Millimeter lang und 6 bis 13, selten bis 20 Millimeter breit, ihre Oberflächen sind unbehaart und ohne Papillen. Sie sind reinweiß, können am Ansatz wie den Spitzen aber gelb-grün überhaucht sein. Blütezeit ist Mai – Juni.
Die weißen Staubfäden sind 45 bis 50 (57) Millimeter lang, die nierenförmigen Staubbeutel 9 bis 11 Millimeter, der Pollen ist goldgelb. Der hellgrüne, keulenförmige Griffel ist 35 bis 50, selten bis 60 Millimeter lang, die Narbe dreigeteilt, fein papillös und hellgrün. Der Fruchtknoten ist rund-zylindrisch, gefurcht und grün. Der Samen keimt sofortig-epigäisch.
Die Chromosomenzahl beträgt 2n = 24.

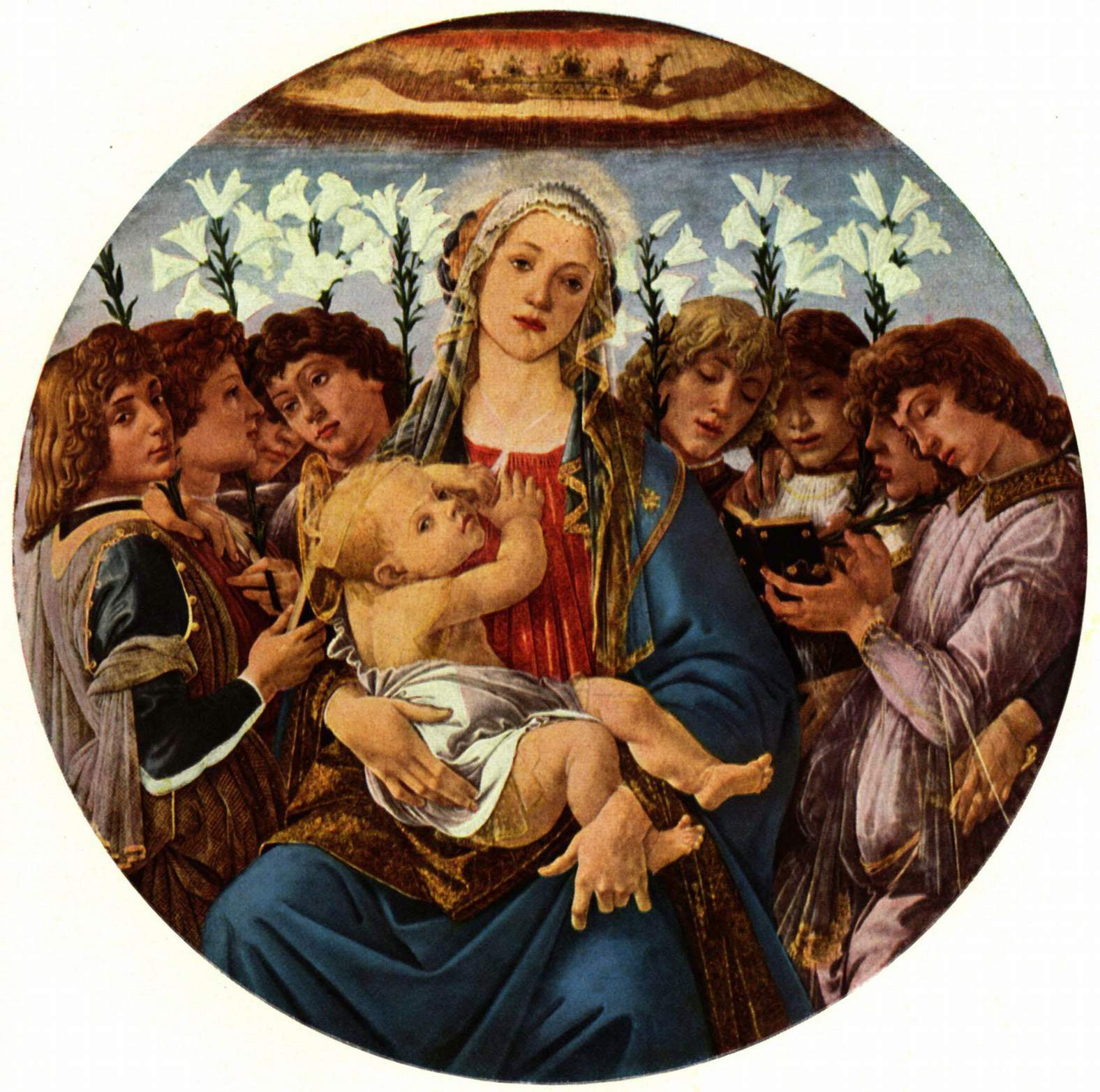
Sandro Botticelli: Madonna mit acht singenden Engeln (Berliner Madonna), Tondo, 1477

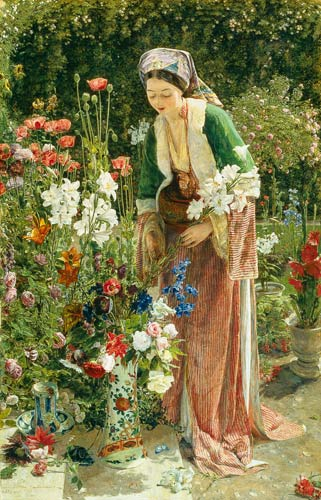
John Frederick Lewis: Im Garten des Beis, Öl auf Holz, 1865

## Verbreitung
Madonnen-Lilien sind beheimatet in den östlichen Mittelmeerländern von Griechenland (Makedonien) bis Israel (Galiläa) sowie Syrien und Kreta. Dort besiedeln sie sommers extrem trockene und harte Lehmböden von Meereshöhe bis in montane Stufen. Euro+Med gibt ursprüngliche Fundorte in Europa und im Mittelmeerraum an für Spanien, Sardinien, Albanien, Nordmazedonien, Griechenland, die Türkei und das Gebiet von Israel und Jordanien.
Nur wenige Standorte der Madonnen-Lilie gelten als originär wild, die Mehrzahl aller Vorkommen gelten durch die lange Kultur im Mittelmeerraum als naturalisierter Herkunft. Vermutlich entstammt die Madonnen-Lilie den bewaldeten Regionen des östlichen Mittelmeerraums bis nach Syrien, die wenigen erhaltenen wilden Populationen in Makedonien, Israel und dem Libanon markieren dieses Areal grob. Der weitgehende Verlust der ursprünglichen Habitate hat zum Ausweichen auf Nebenstandorte wie Macchien oder Buschland geführt. Sporadisch tritt sie darüber hinaus im ganzen Mittelmeer-Raum auf, bis hin zu den Kanaren.

## Gefährdung
Das große menschliche Interesse an den Pflanzen hat zwar zur Verbreitung der Pflanzen beigetragen, war für nichtkultivierte Bestände jedoch in jeder Hinsicht eine enorme Bedrohung.

## Botanische Geschichte
Die Madonnen-Lilie (früher auch lilium album genannt) wurde 1753 durch Carl von Linné in Species Plantarum Band 1, Seite 302 erstbeschrieben. Der Artname candidum bedeutet „strahlend weiß“.

## Kulturgeschichte

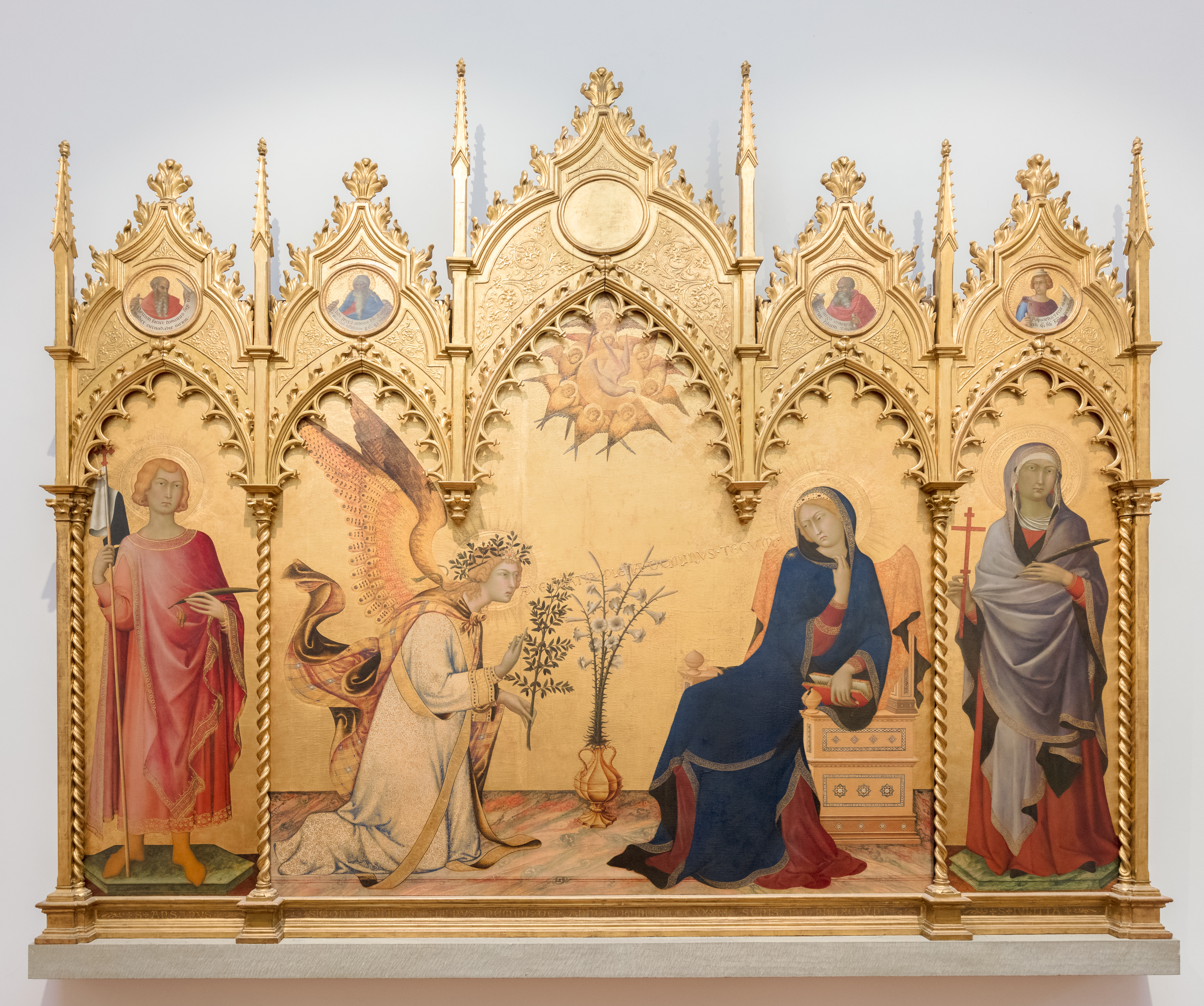
Simone Martini, Verkündigung, Florenz (1333)

Carl Feldmaier und Judith McRae bezeichneten die Madonnen-Lilie als „[…] Prototyp der Lilien überhaupt. Sie war ob ihrer Schönheit und Einmaligkeit mit Mystik umgeben, war Heilmittel und religiöses Symbol, das seine Kraft von der frühesten geschichtlichen Zeit über das Mittelalter bis in unsere Zeit behalten hat.“
Bereits in der Mitte des zweiten Jahrtausends v. Chr. wurde die Madonnen-Lilie in Kleinasien in Kultur genommen, dies würde sie zu einer der ältesten kultivierten Zierpflanzen überhaupt machen. Abbildungen von Madonnen-Lilien finden sich beispielsweise auf Vasen aus Santorin (1500 v. Chr.), vermutlich wurde sie hier als Schnittblume verwendet. Assyrische Reliefs aus Niniveh zeigen Madonnenlilien.
Erwähnungen in der Bibel (z. B. Hld 2,1 ) lassen sich zwar nicht einer bestimmten Art zuordnen, allerdings käme aufgrund des Verbreitungsgebietes nur die Madonnen-Lilie in Frage. (Zu den Pflanzen in Hld 2,1 siehe auch Rose von Scharon.)
Die Madonnen-Lilie wurde später von Vergil und Ovid erwähnt.
Im Christentum galt die Lilie (mittelhochdeutsch Gilge) bis ins Mittelalter als heidnisch konnotiert, erst dann wurde über den Umweg der biblischen Susanna (von hebräisch Shushan „die Lilie“), die als Vorläuferin Mariens gilt, die Madonnen-Lilie aufgrund ihrer strahlend weißen Farbe zum Symbol der Reinheit in der christlichen Formensprache und erhielt so ihren Namen. Als Konzession an die Unschuld wurde die Madonnenlilie jedoch meist ohne Stempel und Staubfäden dargestellt.  Sie ist besonders häufig auf Gemälden zu sehen, die die Verkündigung (Lk 1,26 ) zum Gegenstand haben. In der christlichen Ikonographie wird der Erzengel Gabriel oft mit einer weißen Lilie in der Hand dargestellt; diese ist Symbol der immerwährenden Jungfräulichkeit Marias.